# Jo (luna)
Jo ali Io (grško Ιώ: Ió) je najbolj notranji od štirih Galilejevih naravnih satelitov Jupitra. Imenovana je po Jo iz grške mitologije, ki je bila ena od mnogih ljubic Zevsa (v rimski mitologiji je znan kot Jupiter).
Čeprav je ime »Jo« predlagal Simon Marij kmalu po njenem odkritju leta 1610, so imena te in ostalih Galilejevih lun za lep čas padle v nemilost in se niso uporabljale v splošni rabi vse do sredine 20. stoletja. V zgodnejših astronomskih virih se Jo preprosto označuje z rimsko številko kot Jupiter I ali pa preprosto kot »prvi Jupitrov satelit«.

## Ognjeniško delovanje
Jo je najbolj znana po svoji ognjeniški naravi, saj je najbolj dejavno ognjeniško telo v Osončju. Podobno kot ognjeniki na Zemlji tudi Ijini ognjeniki bruhajo žveplo in žveplov dioksid. Prvotno je bilo mišljeno, da tudi tokovi lave vsebujejo žveplove spojine. Vendar je bolj verjetno, da je velik del teh tokov iz staljenih silikatnih kamnin, podobno kot na Zemlji.
Najverjetnejši vzrok te energije so plimni vplivi med Jo, Jupitrom in dvema drugima lunama, Evropo in Ganimedom. Te tri lune so vezane v Laplaceove resonančne tirnice. To pomeni, da za eno obkrožitev Jupitra, ki jo opravi Ganimed, Evropa opravi dve obkrožitvi, Jo pa štiri. Poleg tega Jo Jupitru vedno kaže isti obraz. Gravitacijski vplivi med Evropo, Ganimedom in Jupitrom povzročajo, da se Jo razteguje in ukrivlja do 100 metrov, to pa ustvarja dovolj toplote preko notranje ga trenja.
Višine nekaterih ognjeniških izbruhov na Ii so bili izmerjene celo preko 300 km nad površino lune, s tem, da je izbruhan material na začetku dosegel hitrost približno en kilometer na sekundo. Ognjeniški izbruhi se zelo hitro spreminjajo. V samo štirih mesecih med mimoletoma vesoljskih sond Voyager 1 in Voyager 2 so se nekateri izbruhi ustavili in pričeli druge. Tudi okolice ognjeniških žrel so se v tem času zaradi novih nanosov vidno spremenile.
Obstaja še en pomemben vir energije. Jo namreč preseka silnice Jupitrovega magnetnega polja in s tem ustvarja električni naboj. Čeprav ta vir energije ni tako velik v primerjavi s plimnim segrevanjem, vseeno ta tok lahko prenaša preko 1000 GW z napetostjo 400 kV. S tem tudi odnaša ionizirane atome z Ie s hitrostjo 1000 kg/s. Zaradi hitrega vrtenja Jupitrovega magnetnega polja se ti delci odnašajo po tirnici pred Jo in tako tvorijo torus zelo močnega sevanja okoli Jupitra, ki svetlo žari v ultravijolični svetlobi. Delci, ki uhajajo iz tega torusa, so delno odgovorni za nenavadno veliko magnetosfero, saj pritiskajo navzven in jo napihujejo. Nedavni podatki iz vesoljske sonde Galileo kažejo, da ima mogoče Jo lastno magnetno polje.
Lega Ie glede na Zemljo in Jupiter ima močan vpliv na radijska oddajanja Jupitra glede na Zemljo. Ko je Jo vidna, se radijski signali z Jupitra znatno povečajo.
Februarja 2001 se je zgodil doslej največji zabeleženi ognjeniški izbruh v Osončju.

## Fizikalne značilnosti
V nasprotju z večino lun v zunanjem Osončju je Jo v osnovni sestavi bolj podobna zemeljskim planetom, ki so sestavljeni večinoma iz staljenih silikatnih kamenin. Nedavni podatki z vesoljske sonde Galileo kažejo, da ima Jo jedro iz železa (mogoče pomešanega z železovim sulfidom), polmer jedra pa znaša vsaj 900 km.
Ko je Voyager 1 vrnil prve slike Ie v letu 1979, so znanstveniki pričakovali številne kraterje, in bi z gostoto kraterjev na Ijini površini lahko približno ocenili starost lune. Vendar pa so bili presenečeni, saj na Ii praktično ni bilo moč najti kraterjev zaradi obsežne ognjeniške dejavnosti, ki znova in znova spreminja površje. Ker so površinske značilnosti, ki jih vidimo danes, nastale relativno nedavno, se Ijino površje opisuje kot »mlado«, podobno kot zemeljsko površje. V nasprotju s tem imajo nebesna telesa s številnimi kraterskimi značilnostmi, kot je Zemljina Luna, »staro« površje, saj so ostala taka več milijard let.
Poleg ognjenikov lahko na Ijinem površju najdemo tudi neognjeniške gore, številna jezera staljenega žvepla, več kilometrov globoke kaldere ter obsežne večstokilometrske tokove tekočine z nizko viskoznostjo (to so verjetno različne oblike tekočega žvepla in silikatov). Žveplo in njegove spojine povzročajo širok razpon barv na Ijinem površju.
Z analizo slik z Voyagerja so znanstveniki domnevali, da so tokovi lave na Iinem površju večinoma sestavljeni iz različnih spojin žvepla. Kasnejše raziskave z infrardečim merjenjem so pokazale, da so ti tokovo mnogo prevroči za žveplo, saj so nekatere vroče točke dosegle temperature do 2000 K, kar je 1300 K višje od vrelišča žvepla, čeprav je povprečna temperatura okoli 130 K. Ena od trenutnih teorij pravi, da so Ijine lave iz staljenih silikatnih kamenin. Nedavna opazovanja s Hubblovim vesoljskim daljnogledom so pokazala, da je material bogat z natrijem. Na različnih področjih so lahko različni tvarine.
Jo ima redko atmosfero, sestavljeno žveplovega dioksida in mogoče tudi drugih plinov.
V nasprotju z ostalimi Galilejevimi sateliti ima Jo le malo ali nič vode. To je verjetno zaradi tega, ker je bil Jupiter v začetkih Osončja dovolj vroč, da je uparil hlapljive elemente v bližini Ie, vendar ne dovolj vroč, da bi to storil dlje od nje.